# Юань-ди (Восточная Цзинь)
Цзиньский Юань-ди (кит. трад. 晉元帝), личное имя Сыма Жуй (кит. трад. 司馬睿, пиньинь Sīmǎ Ruì), взрослое имя Сыма Цзинвэнь (кит. трад. 司馬景文), 276 — 3 января 323) — пятый император империи Цзинь; первый император эпохи Восточная Цзинь.

## Биография
Родился в 276 году в Лояне — столице империи; его отцом был Ланъе-ван Сыма Цзинь. В 290 году отец скончался, и Сыма Жуй унаследовал титул Ланъе-ван (琅邪王).
В это время в стране шла война восьми князей. В 304 году повзрослевший Сыма Жуй принял участие в кампании Сыма Юэ против Сыма Ина в качестве одного из военачальников низкого ранга. Однако Сыма Ин разбил Сыма Юэ, и казнил Сыма Яо — дядю Сыма Жуя. Напуганный этим Сыма Жуй вместе с Ван Дао, с которым он подружился за время похода, бежал в свой удел (находившийся на территории современного Вэйфана в провинции Шаньдун), и провёл там следующие несколько лет, оставаясь в стороне от междоусобной войны.
В 307 году Сыма Юэ, ставший регентом при императоре Хуай-ди, дал Сыма Жую титул «генерала, устанавливающего спокойствие на востоке» (安東將軍), и передал в его ведение все военные дела в той части тогдашней провинции Янчжоу, что находилась к югу от реки Янцзы (таким образом под контролем Сыма Жуя оказались части современных провинций Цзянсу, Аньхой и Чжэцзян); ставкой Сыма Жуя стал Цзянье, а Ван Дао занял пост его главного советника. По совету Ван Дао, после прибытия в Цзянье Сыма Жуй лично посетил Хэ Сюня и Гу Жуна, и пригласил их на службу в своём аппарате. Этот шаг помог ему завоевать доверие местного населения, однако при этом также усилилась роль Ван Дао и его двоюродного брата Ван Дуня, которые стали не менее влиятельными, чем сам Сыма Жуй.
Тем временем в северный китай вторглись сюнну. В 311 году они взяли Лоян и пленили императора. На юг страны хлынул огромный поток беженцев. По совету Ван Дао, Сыма Жуй стал искать среди них способных и талантливых людей, и назначать их на посты в своей администрации, что вызвало трения с представителями местных кланов и даже привело в 315 году к восстанию клана Чжоу.
Параллельно с этим Сыма Жуй стал постепенно распространять свою фактическую власть на другие территории южной части страны, а также подавлять многочисленные крестьянские восстания. К 315 году Ван Дунь окончательно справился с восстаниями в западной части подконтрольных Сыма Жую земель, и стал проявлять тенденции к независимому правлению.
В 313 году пленённый император Хуай-ди был казнён сюнну, и его племянник Сыма Е провозгласил себя в Чанъани императором с тронным именем Минь-ди; из-за практики табу на имена пришлось убрать иероглиф «Е» из топонимов, и Цзянье был переименован в Цзянькан. Минь-ди назначил Сыма Жуя на высшие государственные посты, однако тот, приняв назначение, не оказал никакой реальной помощи центральному правительству.
В 316 году Чанъань был также взят сюнну, и император Минь-ди тоже оказался в плену. Весной 317 года чиновники потребовали от Сыма Жуя, чтобы он провозгласил себя новым императором. Он отказался, а вместо этого принял титул Цзинь-ван (晋王; ранее в истории этот титул использовал Сыма Чжао, сын которого впоследствии и основал династию Цзинь); сын Сыма Шао был объявлен официальным наследником.
В начале 318 года попавший в плен к сюнну император Минь-ди был казнён. Три месяца спустя новость об этом достигла Цзянькана, и лишь тогда Сыма Жуй провозгласил себя императором с тронным именем Юань-ди. Под его контролем находилась лишь та часть бывшей империи, что располагалась южнее Янцзы; севернее Янцзы его признал лишь губернатор области Ючжоу (занимала территорию в районе современного Пекина). Губернатор провинции Лянчжоу (центр и запад современной провинции Ганьсу) формально признал Сыма Жуя новым императором, но при этом продолжил использовать летоисчисление в соответствии с девизом правления прежнего императора Минь-ди, что означало фактическое непризнание. К 321 году сюнну окончательно покорили Ючжоу, и теперь севернее Янцзы вассалом Цзинь считал себя лишь сяньбийский вождь Мужун Хуэй на Ляодунском полуострове.
Император всё больше опасался Ван Дуня, контролировавшего западную часть страны, и начал приближать к себе его противников — в частности, таких чиновников, как Лю Хуай и Дяо Се. Весной 322 года Ван Дунь начал кампанию против императора, заявив, что император обманут Лю Хуаем и Дяо Се, и что его цель — лишь очистить правительство от плохих людей. Он легко разгромил силы центрального правительства и разграбил Цзянькан; Лю Хуаю удалось бежать к сюнну, остальные враги Ван Дуня были убиты. Императору пришлось покориться и предоставить Ван Дуню ещё больше власти на западе, а Ван Дунь позволил императору продолжать занимать трон.
Потрясённый этими событиями император заболел, и с наступлением нового года скончался.

## Девизы правления
- Цзяньу (建武 Jiànwǔ) 317—318
- Тайсин (太興 Tàixīng) 318—321
- Юнчан (永昌 Yǒngchǎng) 321—322